# Le Cambrioleur (personnage)
Pour les articles homonymes, voir Le Cambrioleur.
Le Cambrioleur (Burglar dans la version originale) est un personnage appartenant à l'univers de Marvel Comics. Il est apparu pour la première fois dans Amazing Fantasy #15 (août 1962) et est le premier ennemi qu'affronta Spider-Man.

## Biographie
Lorsque Peter Parker acquiert ses pouvoirs et devient Spider-Man, il décide d'abord de se produire dans une émission télévisée pour montrer ses capacités. En sortant du studio, il croise un cambrioleur poursuivi par un policier mais ne fait rien pour l'arrêter. Quelques jours plus tard, en rentrant chez lui, il apprend que son oncle Benjamin Parker a été assassiné par un cambrioleur qui s'est réfugié dans un entrepôt situé à l'autre bout de la ville. Il le retrouve mais après l'avoir assommé, il s'aperçoit qu'il s'agit de l'homme qu'il a laissé s'échapper quelques jours avant. Il découvre ainsi que de grands pouvoirs impliquent de grandes responsabilités.
En réalité, ce n'est pas par hasard que Le Cambrioleur était dans la maison des Parker. En prison, il avait partagé sa cellule avec un gangster nommé Dutch Malone. Dans son sommeil, celui-ci évoquait un trésor caché dans sa maison. En recherchant la maison de Malone, il avait découvert qu'il s'agissait de celle habitée à présent par la famille Parker.
Plus tard, après être sorti de prison, il retourne chez les Parker mais ne trouve rien. Il se rend alors dans la maison de retraite où habite May Parker et menace son psychiatre, le Dr Ludwig Reinehart. Celui-ci simule alors la mort de la vieille femme afin que Le Cambrioleur puisse l'interroger sans être gêné par son neveu. Le Cambrioleur tente ensuite de tuer le médecin, qui est en réalité Mystério et qui a pris la direction de la maison de retraite pour servir ses propres intérêts.
Spider-Man intervient mais est laissé groggy par Mystério. Plus tard, alors qu'il rentre chez lui en civil, il trouve le Cambrioleur, qui l'attend à son domicile. Une courte lutte s'engage avant que le cambrioleur n'assomme Peter puis le ficele. Il l'emmène dans l'entrepôt où avait eu lieu leur premier affrontement et lui raconte toute l'histoire. Pour pousser Peter à dire ce qu'il sait du trésor(mensonge raconté par ce dernier pour tenter de gagner du temps), il décide de ramener ensuite May Parker mais Spider-Man, qui a eu le temps de se libérer et d'enfiler son costume pendant l'absence du cambrioleur, engage le combat avec ce dernier dans l'entrepôt. Alors que les deux combattants sont hors de vue de May Parker et que le cambrioleur s'interroge sur le souci que Spider-man donne aux Parker, Peter ôte son masque et lui révèle son identité. Persuadé que celui-ci va le tuer pour avoir assassiné son oncle, le Cambrioleur a une crise cardiaque qui lui est fatale.
Quant au trésor, May raconte à son neveu qu'elle avait trouvé avec son oncle une boîte entre des plaques de plâtre. Celle-ci était malheureusement vide, des poissons d'argent ayant dévoré son contenu.

## Autres médias
Dans le film Spider-Man (2002), le rôle est tenu par l'acteur Michael Papajohn.
Dans The Amazing Spider-Man (2012), c'est Leif Gantvoort qui reprend le rôle.